# Anatoli de Laodicea
|  | Per a altres significats, vegeu «Anatoli». |

Anatoli de Laodicea (llatí: Anatolius; grec antic: Ἀνατόλιος) va ser bisbe de Laodicea l'any 270. És venerat com a sant per diverses confessions cristianes.

## Biografia
Era nascut a Alexandria i segons Eusebi de Cesarea tenia el primer lloc entre els homes de la seva època, i era considerat un referent en literatura, filosofia, i ciències. Els cristians alexandrins li van demanar l'obertura d'una escola de filosofia aristotèlica, on hi va estudiar un temps el filòsof pagà Iàmblic de Calcis. L'any 262 l'escola va ser assetjada pels romans i va fugir a Palestina. A Cesarea el bisbe Teotecnos el va ordenar sacerdot, i el va destinar a ser el seu successor al bisbat, funcions que va exercir interinament algun temps.
Quan anava a un concili a Antioquia els cristians de Laodicea li van demanar de ser el seu bisbe i va acceptar. De la resta de la seva vida no es coneix res; es diu que va morir martiritzat.
Va escriure una obra sobre la cronologia de la Pasqua de la que se'n conserva un fragment. La traducció llatina del llibre és "Volumen de Paschate" o "Canones Paschales" publicat a Anvers el 1634. També va escriure un tractat d'aritmètica en deu llibres, dels que es conserven alguns fragments.